# Sören Mackeben
Sören Mackeben (* 29. Januar 1979 in Hannover) ist ein ehemaliger deutscher Wasserballspieler und mehrfacher Deutscher Meister.
Mackeben nahm an den Olympischen Spielen 2004 in Athen teil, wobei die deutsche Mannschaft den 5. Platz (von 12) erreichte. Bei der Wasserball-Europameisterschaft 2006 belegte das deutsche Team mit Sören Mackeben Platz 8.
Sören Mackeben begann in der Jugend, durch seinen älteren Bruder Helge inspiriert, beim TSV Anderten und Waspo Hannover-Linden. 2002 wechselte der Spielmacher als Kapitän nach Berlin zum Deutschen Rekordmeister Wasserfreunde Spandau 04. Mit den Wasserfreunden gewann er den Deutschen Meistertitel 2003 und in den Jahren 2004 und 2005 das Double aus Meisterschaft und Pokal.
2005 wechselte er in das Land des Rekordolympiasiegers Ungarn zu Egri VK in Eger. Nach zwei Jahren kehrte er 2007 zu den Wasserfreunden Spandau zurück und beendete dort seine Spielerlaufbahn im Jahre 2010.
Bisherige Mannschaften
| Team                     | Nr. | von/bis   |
| ------------------------ | --- | --------- |
| Spandau 04               | 11  | 2007–2010 |
| ZF Eger                  | 12  | 2005–2007 |
| Spandau 04               | 12  | 2002–2005 |
| Waspo Hannover-Linden    | 12  | 1986–2002 |
| Nationalteam Deutschland | 12  | 1999–2009 |